# دينيس ماكلولين
دينيس ماكلولين (بالإنجليزية: Denis McLaughlin)‏ (5 فبراير 1987 في جمهورية أيرلندا - ) هو لاعب كرة قدم بريطاني في مركز الهجوم. لعب مع ريث روفرز ونادي دمبرتون وهارت أوف ميدلوثيان وArthurlie F.C. ‏ وجيمناستيسيا  توريلافيجا ‏ وبيرويك راينجرز ونادي ألبيون روفرز.

## وصلات خارجية
- دينيس ماكلولين على موقع قاعدة بيانات كرة القدم.إي يو (الإنجليزية)
- دينيس ماكلولين على موقع Soccerbase.com (لاعب) (الإنجليزية)